# Lee Magiday
Lee Magiday é uma produtora cinematográfica inglesa. Como reconhecimento, foi nomeada ao Óscar 2019 na categoria de Melhor Filme por The Favourite (2018).